# 张津梁
张津梁（1953年10月—），男，汉族，河南洛阳人，中华人民共和国政治人物。西北师范学院中文系中国语言文学专业毕业，甘肃省委党校党史党建专业毕业。

## 生平
1969年10月参加工作，任长城电工仪器厂工人、宣传干事、党委秘书。1976年11月加入中国共产党。1978年2月，在西北师范学院中文系中国语言文学专业学习。
1982年1月，任天水地委报道组干部。1984年3月，任共青团天水地委副书记。1985年3月，任中共天水地(市)委副秘书长(其间：1986年9月至1987年7月中央党校一年制中青年干部培训班学习)。1987年9月，任中共天水市委副秘书长、研究室主任。1990年7月，任中共天水市委秘书长。1991年5月，任中共天水市委常委、秘书长。1994年11月，任中共天水市委副书记、秘书长。1995年2月，任中共天水市委副书记。1998年4月，任中共天水市委副书记、代市长。1999年3月，任中共天水市委副书记、市长。2001年8月，任中共天水市委书记（1999年9月至2002年6月，省委党校在职研究生班中共党史党建专业学习）。
2004年12月，任中共兰州市委副书记、代市长（2005年3月当选市长）。2006年6月，任甘肃省人民政府省长助理、省政府党组成员（至2008年3月），中共兰州市委副书记、市长；2008年1月，任甘肃省政协副主席、党组成员，兰州市委副书记、市长。2008年，当选第十一届全国人民代表大会甘肃地区代表第十一届全国人民代表大会甘肃地区代表。2010年1月，任甘肃省政协副主席、党组副书记。2017年1月，不再担任甘肃省政协副主席。